# Joan Colomines
Joan Colomines i Puig (Barcelona, 29 de noviembre de 1922-ibídem, 22 de febrero de 2011) fue un médico, escritor y político de Cataluña, España.

## Biografía
Escribió poesía catalana de contenido patriótico y reivindicativo, publicada buena parte de ella en la revista Poemes, creada en 1963. Militó en el Front Nacional de Catalunya, en 1969 fue miembro activo de la Comisión Coordinadora de Fuerzas Políticas de Cataluña y fue detenido en diversas ocasiones. En 1973 fundó el Partit Popular de Catalunya, pero se incorporó después al Partit Socialista de Catalunya-Congrés. En 1977, no obstante, ingresó en Convergència Democràtica de Catalunya, con la que fue elegido diputado al Parlamento de Cataluña en las elecciones autonómicas de 1980, 1984 y 1988; también fue presidente de la Comisión de Cultura del gobierno catalán. Fue secretario de la comisión lexicográfica de la Sociedad Catalana de Biología y del PEN catalán. En 1998 recibió la Cruz de Sant Jordi.

## Obras

### Poesía
- Cap a un nou, real i necessari moviment poètic (1963)
- A tres veus (1962)
- Dos llibres (1964)
- La vida a cada pas (1968)
- Poemes clam (1969)
- Entre la multitud (1971)
- Crònica (1975)
- Anna com Formentera (1979)
- Passaven camions

### Teatro
- Perdona, Franz (1965)
- La sentència (1965)
- Teatre, 1964-74 (1974)

### Ensayo, medicina y política
- La poesía, un combat per Catalunya (1979)
- Els grups sanguinis (1972)
- El diagnòstic biològic (1972)
- Des de Catalunya, un Socialisme per a tothom (1975)
- Aportacions a la lluita nacionalista catalana (1978)
- La llengua nacional de Catalunya (1992)
- El compromís de viure. Apunts de memòria (1999)
- L'altra cara de Barcelona (1999)

### Otros
- Formentera (1992)
- 50 anys. Club Nàutic d'Arenys de Mar (2002) coautor con Àngel Joaniquet.